# 22 mai
Pour les articles homonymes, voir Vingt-Deux-Mai.
22 avril 22 juin
Chronologies thématiques
- Croisades
- Ferroviaires
- Sports
- Disney
- Anarchisme
- Catholicisme

Abréviations / Voir aussi
- (° 1852) = né en 1852
- († 1885) = mort en 1885
- a.s. = calendrier julien
- n.s. = calendrier grégorien
- Calendrier
- Calendrier perpétuel
- Liste de calendriers
- Naissances du jour

Le 22 mai est le 142e jour, moins souvent le 143e, de l'année du calendrier grégorien ; il en reste ensuite 223.
Son équivalent était généralement le 3 prairial du calendrier républicain ou révolutionnaire français, officiellement dénommé jour du trèfle.

## Événements

### IIesiècle
- 192 : Dong Zhuo est assassiné par son fils adoptif Lü Bu.

### IXesiècle
- 853 : sac de Damiette par l'empire byzantin.

### XIIesiècle
- 1176 : tentative d'assassinat contre Saladin par des membres de la secte des Nizârites assassins pendant le siège d'Alep.
- 1200 : traité du Goulet où Jean sans Terre cède le comté d'Évreux à Philippe Auguste et reconnaît la suzeraineté du roi de France sur les terres françaises des Plantagenêt(s).

### XIIIesiècle
- 1246 : Henri le Raspon est élu antiroi du Saint-Empire, en opposition à Conrad IV.

### XVesiècle
- 1455 : première bataille de St Albans.
- 1499 : bataille de Calven, victoire importante des Suisses, contre la Ligue de Souabe et les forces de l'empereur germanique Maximilien Ier.

### XVIIesiècle
- 1629 : guerre de Trente Ans : L' empereur Ferdinand II et le roi de Danemark Christian IV signent la paix de Lübeck  qui met fin à la domination danoise sur le nord de l'Europe.

### XVIIIesiècle
- 1762 : la Suède et la Prusse signent le traité de Hambourg, Paix blanche  qui met fin à la Guerre de Poméranie.
- 1794 : bataille de Tournai : victoire de la coalition Austro-anglaise sur les Français.

### XIXesiècle
- 1809 : victoire tactique de Charles-Louis d'Autriche sur Napoléon Bonaparte, à la bataille d'Essling, pendant la Cinquième Coalition.
- 1848 : révolte des esclaves en Martinique.
- 1871 : début de la Semaine Sanglante, épisode final de la Commune de Paris, où celle-ci sera écrasée, et ses membres exécutés ou déportés en masse.

### XXesiècle
- 1939 : signature du Pacte d'Acier.
- 1941 : prise de Falloujah par les troupes britanniques.
- 1942 : déclaration de guerre du Mexique, qui rejoint les Alliés.
- 1948 : résolution no 49 du Conseil de sécurité des Nations unies relative à la question palestinienne.
- 1958 : début des pogroms anti-Tamouls dans le Dominion de Ceylan.
- 1967 : incendie de l'Innovation à Bruxelles, 251 morts et 62 blessés.
- 1968 : naufrage de l'USS Scorpion.
- 1990 : réunification du Yémen autour du président Ali Abdallah Saleh.
- 1992 : Bosnie-Herzégovine, Croatie et Slovénie rejoignent l'ONU.
- 1995 : Jean Tiberi succède à Jacques Chirac à la mairie de Paris.

### XXIesiècle
- 2014 : nouveau coup d’État militaire en Thaïlande.
- 2016 : second tour de l'élection présidentielle autrichienne opposant un candidat d'extrême droite à un candidat écologiste qui va l'emporter[1].
- 2023 : Le corps de Jefferson Machado da Costa (en), célèbre en Amérique du Sud pour sa carrière d'acteur et de journaliste, a été retrouvé dans l'arrière-cour d’une maison de Campo Grande, un quartier de la zone Ouest de la ville de Rio de Janeiro, par la police brésilienne[2].

- 2024 : au Viêt Nam, Tô Lâm (photo) est élu président, deux mois après la démission de Võ Văn Thưởng[3].
- 2025 : la souveraineté sur l'archipel des Chagos est transférée du Royaume-Uni à Maurice[4].

## Arts, culture et religion
- 1542 : le pape Paul III convoque un concile à Trente.
- 1762 : inauguration de la fontaine de Trevi à Rome en Italie actuelle.
- 1950 : création de Quatre derniers lieder de Richard Strauss, créés par Kirsten Flagstad et l'orchestre Philharmonia.
- 1956 : sortie du documentaire Nuit et Brouillard d'Alain Resnais.
- 2011 : attribution de la palme d'or du Festival de Cannes à Terrence Malick, pour son film The tree of life.
- 2016 : attribution de la palme d'or du Festival de Cannes à l'Anglais Ken Loach pour son film Moi, Daniel Blake pour la seconde fois  après Le vent se lève en 2006.

## Sciences et techniques
- 1897 : ouverture du tunnel de Blackwall (en).
- 2012 : ouverture de la tour Tokyo Skytree la plus haute du Japon.

## Économie et société
- 1927 : un séisme à Xining au centre-ouest de la Chine (environ 40 000 morts).
- 1960 : tremblement de terre au Chili.
- 1967 : incendie au magasin Innovation de Bruxelles (323 morts et 150 blessés).
- 1973 : lancement du nouveau quotidien français du nom de "Libération" par Jean-Paul Sartre, Serge July et des intellectuels maoïstes[5].
- 2011 : tornade à Joplin.
- 2012 : création du terme phubbing, se référant au comportement antisocial des connected people qui « télésnobent » leur entourage.
- 2017 : attentat terroriste à la Manchester Arena de Manchester à l'issue d'un concert de la chanteuse  Ariana Grande.
- 2020 : 
  - un Airbus A320 assurant un vol intérieur entre Lahore et Karachi au Pakistan s' écrase dans un quartier résidentiel de cette dernière avec une centaine de personnes à bord[6].
  - Le loueur de véhicule Hertz employant près de 38 000 salariés se déclare en faillite au Canada et aux États-Unis[7].
- 2021 : en République démocratique du Congo, près de Goma, l'éruption du volcan Nyiragongo fait une trentaine de morts et ocasionne de gros dégâts[8].

## Naissances

### XVIIIesiècle
- 1724 : baptême de Marc Joseph Marion du Fresne dit Marion-Dufresne, navigateur et explorateur malouin († 12 juin 1772).
- 1733 : Hubert Robert, dessinateur, peintre , graveur, professeur de dessin, créateur de jardins et conservateur au Muséum central des arts de la République († 15 avril 1808).
- 1783 : William Sturgeon, physicien et ingénieur britannique († 4 décembre 1850).

### XIXesiècle
- 1808 : Gérard de Nerval, écrivain français († 26 janvier 1855).
- 1813 : Richard Wagner, compositeur allemand († 13 février 1883).
- 1841 : Catulle Mendès, écrivain français († 7 février 1909).
- 1844 : Mary Cassatt, peintre et graveuse américaine († 14 juin 1926).
- 1852 : Jun’ichirō Niwa, traducteur et écrivain japonais († 3 février 1919).
- 1859 : Sir Arthur Conan Doyle, romancier britannique († 7 juillet 1930).
- 1879 : Jean Cras, officier de marine, inventeur et compositeur français († 14 septembre 1932).
- 1885 : Giacomo Matteotti, homme politique italien († 10 juin 1924).
- 1887 : Arthur Cravan, poète et boxeur helvético-britannique († novembre 1918).
- 1893 : Armand Călinescu, Premier ministre de Roumanie assassiné († 21 septembre 1939).
- 1900 : Yvonne Vendroux, épouse de Charles de Gaulle († 8 novembre 1979).

### XXesiècle
- 1903 : Marius Paré, évêque québécois († 16 février 2002).
- 1907 :
  - Eugène Claudius-Petit, homme politique français († 24 octobre 1989).
  - Hergé (Georges Remi dit), auteur de bande dessinée belge († 3 mars 1983).
  - Laurence Olivier, acteur britannique († 11 juillet 1989).
- 1909 : Margaret Mee, botaniste et illustratrice anglaise († 30 novembre 1988).
- 1914 :
  - Maurice Blackburn, compositeur et chef d’orchestre québécois († 29 mars 1988).
  - Edward A. Thompson, historien irlandais († 1er janvier 1994).
  - Sun Ra, pianiste américain († 30 mai 1993).
- 1917 : Jean-Louis Curtis, romancier et essayiste français († 11 novembre 1995).
- 1919 : Paul Vanden Boeynants, homme politique belge († 9 janvier 2001).
- 1923 : 
  - Denise Pelletier, actrice québécoise († 24 mai 1976).
  - William Sabatier, acteur et doubleur vocal français († 17 mars 2019).
  - Max Velthuijs, auteur et illustrateur néerlandais († 25 janvier 2005).
- 1924 : 
  - Charles Aznavour, chanteur français († 1er octobre 2018).
  - Claude Ballif, compositeur français († 24 juillet 2004).
  - Walter Buckpesch, homme politique allemand († 25 janvier 2018).
- 1925 : Jean Tinguely, artiste suisse († 30 août 1991).
- 1926 : 
  - Georges Galley, acteur français († 7 décembre 1994).
  - Georges Rol, prélat français († 13 avril 2017).
- 1927 : George A. Olah, chimiste hongrois, prix Nobel de chimie en 1994 († 8 mars 2017).
- 1930 :
  - Kenny Ball, musicien et chanteur de jazz britannique († 7 mars 2013).
  - Harvey Milk, homme politique américain († 27 novembre 1978).
- 1934 : 
  - Chantal Darget, comédienne française († 6 juillet 1988).
  - Monique Tarbès (née Angleraud), actrice et chanteuse française.
- 1935 :
  - Bellino Ghirard, prélat français († 26 juillet 2013).
  - Léon Kengo, homme politique congolais.
  - Ron Piché, joueur de baseball québécois († 3 février 2011).
- 1937 :
  - Jean-Marie André, homme politique français.
  - Guy Marchand, chanteur et acteur français († 15 décembre 2023).
- 1938 :
  - Richard Benjamin, réalisateur et acteur américain.
  - Susan Strasberg, actrice américaine († 21 janvier 1999).
- 1939 : 
  - Mita Mohi (en), joueur de rugby et armurier néo-zélandais († 20 novembre 2016).
  - André Rossinot, homme politique français ancien élu de Nancy.
  - Paul Winfield, acteur américain († 7 mars 2004).
- 1940 :
  - René Cleitman, producteur français († 15 décembre 2004).
  - Peter Pongratz, peintre autrichien.
  - Michael Sarrazin, acteur canadien († 17 avril 2011).
  - Mick Tingelhoff, joueur de football américain († 11 septembre 2021).
- 1942 :
  - Theodore Kaczynski (dit Unabomber), terroriste américain.
  - Barbara Parkins, actrice canadienne.
- 1943 :
  - Jean-Louis Heinrich, footballeur français († 14 septembre 2012).
  - Tommy John, joueur de baseball américain.
  - Betty Williams, militante pacifiste nord-irlandaise († 17 mars 2020).
- 1944 : 
  - Jean-Paul Ollivier (dit souvent Paulo la Science), journaliste sportif (cycliste) breton et français.
  - Beaton Tulk, enseignant et homme politique canadien († 23 mai 2019).
- 1946 : 
  - George Best, footballeur nord-irlandais († 25 novembre 2005).
  - Bobby Bloom (en), chanteur et compositeur américain († 28 février 1974).
  - Hrvoje Horvat, joueur de handball yougoslave, champion olympique.
- 1947 : Christine Stückelberger, cavalière suisse, championne olympique.
- 1948 : 
  - David H. Levy, astronome québécois.
  - Laurent Rossi, chanteur français († 20 août 2015).
- 1950 :
  - Irène Frain, romancière et historienne française.
  - Bernie Taupin, parolier britannique.
- 1956 : 
  - Al Corley (Alford Corley dit), comédien, chanteur et producteur américain.
  - László Sebestyén, homme politique hongrois.
- 1957 : 
  - Véronik (Véronique Frossard dite), dessinatrice suisse de bande dessinée.
  - Ota Zaremba, haltérophile tchécoslovaque, champion olympique.
  - Shinji Morisue, gymnaste japonais, champion olympique.
- 1959 :
  - Morrissey (Steven Patrick Morrissey dit), chanteur britannique du groupe The Smiths.
  - Harry Standjofski, acteur québécois.
- 1960 :
  - Jean-Michel Cohen, nutritionniste, animateur de télévision et auteur français.
  - Hideaki Anno, réalisateur japonais.
- 1961 : 
  - Ann Cusack, actrice américaine.
  - Jean Goubald Kalala, guitariste et chanteur congolais.
  - Dan Frost, coureur cycliste danois, champion olympique.
- 1962 : Fiona Gélin, actrice française.
- 1963 : Manon Massé, femme politique québécoise.
- 1965 : Theresa Zabell, navigatrice espagnole, championne olympique.
- 1967 : 
  - Christophe Gagliano, judoka français, médaillé olympique en 1996.
  - Brooke Smith, actrice américaine .
- 1969 : Arancha González, économiste et ministre espagnole.
- 1970 :
  - Naomi Campbell, mannequin britannique.
  - Pedro Diniz, pilote de F1 brésilien.
- 1972 :
  - Anna Belknap, actrice américaine.
  - Annabel Chong, actrice américaine.
  - Alison Eastwood, actrice et mannequin américaine.
- 1973 : 
  - Jacynthe René, actrice québécoise.
  - Thomas Taylor, écrivain et illustrateur britannique.
  - Pascal Touron, rameur d'aviron français, médaillé olympique.
- 1974 : Henrietta Ónodi, gymnaste hongroise, championne olympique.
- 1975 : Janne Niinimaa, joueur de hockey sur glace finlandais.
- 1977 : Carinne Teyssandier, animatrice de télévision française.
- 1978 : 
  - Ginnifer Goodwin, actrice américaine.
  - Katie Price, mannequin, chanteuse et actrice anglaise.
- 1979 : 
  - Frank Geney, acteur français († 18 juillet 2013).
  - Marco Siffredi, snowboarder et alpiniste français († 8 septembre 2002).
- 1980 : 
  - Nazanin Boniadi, actrice britannico-iranienne.
  - Lucy Gordon, actrice britannique († 20 mai 2009).
- 1981 : Bryan Danielson catcheur américain.
- 1982 :
  - Apolo Anton Ohno, patineur de vitesse sur courte piste américain.
  - Candide Thovex, skieur français.
  - Enefiok Udo-Obong, athlète nigérian, champion olympique du 4 x 400 m.
- 1983 : Lina Ben Mhenni, cyberdissidente, blogueuse et journaliste tunisienne († 27 janvier 2020).
- 1984 : 
  - Karoline Herfurth, actrice de cinéma allemande.
  - Dustin Moskovitz, chef d'entreprise américain, cofondateur de Facebook.
- 1985 : 
  - Tranquillo Barnetta, footballeur suisse.
  - Mélanie Vogel, femme politique française.
- 1986 : 
  - Tatiana Volosozhar, patineuse artistique ukrainienne.
  - Molly Ephraim, actrice américaine.
- 1987 :
  - Novak Djokovic, joueur de tennis serbe.
  - Rômulo, footballeur italo-brésilien.
  - Arturo Vidal, footballeur chilien.
- 1988 : Heida Reed, actrice islandaise.
- 1990 : Malcolm Lee, basketteur américain.
- 1991 : Jared Cunningham, basketteur américain.
- 1992 : Camille Lou, chanteuse, auteure-compositrice-interprète et musicienne française.
- 1994 : Miho Takagi, patineuse de vitesse japonaise.
- 1999 : Camren Bicondova, actrice américaine.

## Décès

### IIesiècle
- 192 : Dǒng Zhuó dit Zhongyin (董卓 en mandarin), personnage politique chinois, précepteur impérial et premier ministre des Han, gouverneur de Hedong, grand-père de Dong Bai, personnage du roman des Trois Royaumes (° entre 134, 138 ou avril 139).

### IVesiècle
- 337 : Constantin Ier, empereur romain (° 27 février 272).

### XVIesiècle
- 1540 : Francesco Guicciardini, historien et diplomate florentin (° 6 mars 1483).

### XIXesiècle
- 1849 : Maria Edgeworth, écrivain irlandaise (° 1er janvier 1767).
- 1881 : François Thibault, caporal des sapeurs-pompiers de Paris (° 9 février 1835).
- 1885 : Victor Hugo, homme de lettres et homme politique français (° 26 février 1802).

### XXesiècle
- 1910 : Jules Renard, écrivain français (° 22 février 1864).
- 1932 : Isabella Augusta Gregory, dramaturge irlandaise (° 15 mars 1852).
- 1933 : Ștefan Dimitrescu, peintre et dessinateur post-impressionniste roumain (° 18 janvier 1886).
- 1939 : Ernst Toller, dramaturge allemand (° 1er décembre 1893).
- 1948 : Claude McKay, romancier et poète américain (° 15 septembre 1889).
- 1952 : Benjamin-Octave Roland-Gosselin, ecclésiastique français (° 17 décembre 1870).
- 1961 : Joan Davis, actrice américaine (° 29 juin 1907).
- 1967 : Langston Hughes, écrivain américain (° 1er février 1902).
- 1972 :
  - Cecil Day-Lewis, poète et écrivain britannique (° 27 avril 1904).
  - Margaret Rutherford, actrice britannique (° 11 mai 1892).
- 1975 : Lefty Grove, joueur de baseball américain (° 6 mars 1900).
- 1981 : Victoriano de La Serna, matador espagnol (° 1er septembre 1910).
- 1983 : Albert Claude, biologiste belge, prix Nobel de physiologie ou médecine en 1974 (° 23 août 1899).
- 1985 : Wolfgang Reitherman, animateur, réalisateur, producteur de films d'animation germano-américain chez Disney (° 26 juin 1909).
- 1988 : Giorgio Almirante, homme politique italien (° 27 juin 1914).
- 1990 : Rocky Graziano, boxeur américain (° 1er janvier 1919).
- 1991 : Lino Brocka, réalisateur philippin (° 7 avril 1939).
- 1992 : Zellig Harris, linguiste américain (° 23 octobre 1909).
- 1993 : Mieczysław Horszowski, pianiste américain (° 23 juin 1892).
- 1997 : Alfred Hershey, microbiologiste et généticien américain (° 4 décembre 1908).
- 1998 : John Derek (Derek Delevan Harris dit), acteur, réalisateur et photographe américain (° 12 août 1926).
- 2000 : 
  - Alcide Courcy, homme politique québécois (° 3 novembre 1914).
  - Davie Fulton, homme politique et juge canadien (° 10 mars 1916).

### XXIesiècle
- 2001 : Jack Watling, acteur américain (° 13 janvier 1923).
- 2002 : Alexandru Todea, prélat roumain (° 5 juin 1912).
- 2005 : Thurl Ravenscroft, acteur et chanteur américain (° 6 février 1914).
- 2010 : 
  - Martin Gardner, mathématicien américain (° 21 octobre 1914).
  - Alain Métayer, sculpteur français, prix de Rome en 1953 (° 2 février 1926).
- 2011 : 
  - Bram's (Ibrahim Keita dit), rappeur français (° 7 juillet 1973).
  - Joseph Brooks (en) compositeur américain (° 11 mars 1938).
- 2013 : 
  - Luis de Cespedes, acteur québécois (° 19 janvier 1949).
  - Henri Dutilleux, compositeur français (° 22 janvier 1916).
- 2014 : Bernard Woringer, acteur et doubleur vocal français (° 4 octobre 1931).
- 2016 :
  - Lucjan Avgustini, prêtre catholique albanais (° 28 août 1963).
  - Adolf Born, peintre, illustrateur, caricaturiste et réalisateur tchèque (° 12 juin 1930).
  - Velimir Sombolac (Beлимиp Coмбoлaц), joueur et entraîneur de football serbe (° 27 février 1939).
  - George Wildman, auteur de bande dessinée américain (° 31 juillet 1927).
  - Bata Živojinović, acteur et homme politique serbe (° 5 juin 1933).
- 2017 : 
  - Oscar Fulloné, footballeur puis entraîneur argentin (° 4 avril 1939).
  - Arkady Gendler, chanteur ukrainien yiddishophone (° 29 novembre 1921).
  - Nicky Hayden, pilote moto américain (° 30 juillet 1981).
  - Viktor Koupreïtchik, joueur d'échecs soviétique puis biélorusse (° 3 juillet 1949).
  - Marcel Martin, dirigeant du rugby à XV français (° 9 septembre 1933).
  - Dina Merrill, actrice et productrice de cinéma américaine (° 29 décembre 1923).
  - Mickey Roker, batteur de jazz américain (° 3 septembre 1932).
  - Julia Viellehner, triathlète allemande (° 6 septembre 1985).
  - Zbigniew Wodecki, musicien polonais (° 6 mai 1950).
- 2018 : 
  - Tazin Ahmed, actrice et dramaturge bangladaise (° 30 juillet 1975).
  - Júlio Pomar, peintre portugais (° 10 janvier 1926).
  - Philip Roth, écrivain américain (° 19 mars 1933).
  - Daniela Samulski, nageuse allemande (° 31 mai 1984).
- 2019 :
  - Judith Kerr, écrivaine britannique (° 14 juin 1923).
  - Rik Kuypers, réalisateur et scénariste belge (° 11 avril 1925).
  - Eduard Punset, économiste et homme politique espagnol (° 20 novembre 1936).
  - Ahmad Shah, sultan de Malaisie (° 24 octobre 1930).
  - François-René Tranchefort, musicologue français (° 1933).
- 2020 :
  - Zara Abid, mannequin et actrice pakistanaise (° 4 avril 1992).
  - Ashley Cooper, joueur de tennis australien (° 15 septembre 1936).
  - Francine Holley, peintre belge (° 23 novembre 1919).
  - Mory Kanté, chanteur et musicien guinéen (° 29 mars 1950).
  - Anatoliy Matviienko, homme politique soviétique puis ukrainien (° 22 mars 1953).
  - Miljan Mrdaković, footballeur serbe (° 6 mai 1982).
  - Luigi Simoni, footballeur puis entraîneur italien (° 22 janvier 1939).
  - Jerry Sloan, basketteur puis entraîneur américain (° 28 mars 1942).
- 2021 : 
  - Francesc Arnau, footballeur espagnol (° 23 mars 1975).
  - Jeanne Bot, supercentenaire française (° 14 janvier 1905).
  - Colette Brull-Ulmann, pédiatre et résistante française (° 18 avril 1920).
  - Jacqueline Caurat, speakerine française de télévision et journaliste philatélique (° 23 juillet 1927).
  - Robert Marchand, doyen centenaire connu des coureurs cyclistes amateurs (° vers le 26 novembre 1911) ;
  - Yuan Longping (chinois 袁隆平, pinyin Yuán Lóngpíng), professeur agronome chinois spécialiste du riz, prix Wolf en 2004 (° 7 septembre 1930).
- 2022 : 
  - Kanamat Botachev, pilote et officier russe (° 20 mai 1959).
  - Chafia Boudraa, actrice algérienne (° 22 avril 1930).
  - Volker Graul, footballeur allemand (° 18 juin 1952).
  - René Lucchesi, joueur de pétanque français (° 9 mars 1936).
  - John M. Merriman, historien et professeur d'université américain (° 15 juin 1946).
  - Miss.Tic (Radhia Novat dite), street-artiste, poétesse voire philosophe murale française (° 20 février 1956).
  - Aimé Ngoy Mukena, philosophe et homme politique congolais (° 28 avril 1954).
  - Dervla Murphy, écrivaine et cyclotouriste irlandaise (° 28 novembre 1931).
  - Andréi Nakov, historien de l’art bulgare puis français (° 13 novembre 1941).
- 2023 : 
  - Carlos Borcosque Jr., scénariste, producteur et réalisateur et argentin (° 13 juin 1943).
  - Ildar Garifoulline, skieur de nordique soviétique puis russe (° 27 mai 1963).
  - Alan Newton, coureur cycliste britannique (° 19 mars 1931).
  - Elias Saba, homme politique et un économiste libanais (° 10 juillet 1932).
  - Wim Udenhout, homme d'État surinamais (° 29 septembre 1937).
- 2024 :
  - Rolf-Ernst Breuer, juriste et homme d'affaires allemand (° 3 novembre 1937).
  - Margaret Bryan Davis, palynologue et paléoécologue américaine (° 23 octobre 1931).
  - Gaetano Di Vaio, réalisateur, producteur de cinéma, scénariste et acteur italien (° 27 février 1968).
  - Marie-France Garaud, avocate, haut fonctionnaire et femme politique française (° 6 mars 1934).
  - Darryl Hickman, acteur américain (° 28 juillet 1931).
  - Shin Kyeong-nim, écrivain sud-coréen (° 6 avril 1936).
  - Paul Vermeulen, coureur cycliste français (° 8 janvier 1938).
  - David Wilkie, nageur britannique (° 8 mars 1954).
- 2025 : 
  - Éric Legrand, acteur de doublage français  (° 5 août 1952).
  - Alfredo Palacio, chirurgien et homme d'État équatorien (° 22 janvier 1939).
  - Noëlle Vincensini, réalisatrice, écrivaine et militante associative française (° 3 janvier 1927).

## Célébrations

### Internationale
- « Journée internationale de la biodiversité » établie par l'ONU[9],[10].

### Nationales
- Haïti : national sovereignty day (« journée de la souveraineté nationale ») dédiée au chef de l'État et à la culture haïtienne[réf. nécessaire].
- Martinique (France & Union européenne à zone euro ultra-marines) : commémoration de l'abolition de l'esclavage[11] (voir aussi 10 mai au niveau national tout entier puis à des dates ultérieures dans d'autres DROM-COM).
- Sri Lanka : « fête de la République »[12] (1972).
- Yémen : « jour de l'unification » et fête nationale (depuis 1990).

### Religieuse
- Christianisme : mémoire de l'empereur romain Constantin (Ier) dit le Grand dans le lectionnaire de Jérusalem (voir la veille 21 mai, et les 11 mai), avec lectures bibliques d'I Tim. 2, 1-7 et de Lc 7, 1-10, et pour mot commun "foi".

### Saints des Églises chrétiennes

#### Saints des Églises catholiques et orthodoxes
Référencés ci-après in fine, :
- Aigulphe de Bourges († 835) ou « Ay », « Août », « Ayoul », « Ayeul » ou « Au », évêque de Bourges.
- Ausone († vers 270), « Ausone d'Angoulême », premier évêque d'Angoulême.
- Basilisque († 308), neveu de saint Théodore Tiron, évêque, martyr à Comane dans le Pont sous Galère.
- Bevons de Voghera († 986), moine et pèlerin.
- Boetien et Albe († 668), ermites irlandais, compagnons de saint Gobain et disciples de saint Fursy, martyrs.
- Émile de Carthage († 250), « Émile d'Afrique », martyr.
- Jean de Parme († 982), pèlerin en Palestine et abbé à Parme en Toscane.
- Jean Vladimir de Serbie († 1015), roi de Dalmatie et thaumaturge martyr.
- Julie († 303 ou 440 ou 617 ?), esclave originaire de Carthage, vierge et martyre au cap Corse en Corse.
- Loup († 632 ou 637), évêque de Limoges en Limousin.
- Quitterie (Ve siècle), « Quitere » ou « Quiteria », princesse wisigothe catholique, patronne d'Aire-sur-l'Adour.
- Romain de Subiaco (en) († vers 560), disciple de saint Benoît de Nursie, fondateur du monastère de Font-Rouge près d'Auxerre en Bourgogne.
- Spes de Campi († 513) ou « Spe », abbé de Campi (date occidentale, fêté le 28 mars[15] en Orient).

#### Saints et bienheureux des Églises catholiques
référencés ci-après :
- Atton de Pistoia († 1143), abbé bénédictin de l'abbaye de Vallombreuse, évêque.
- Humilité de Faenza († 1310), bienheureuse, originaire de Faenza en Italie, ermite puis fondatrice d'un monastère.
- Jean Forest († 1538), bienheureux prêtre franciscain anglais martyr.
- Joaquina Vedruna (° 1783 - † 1854), religieuse carmélite et fondatrice de l'ordre des « Carmélites de la Charité » associé au Carmel (fête principale le 19 mai).
- Laurent Ngon († 1862), Laïc vietnanien martyr à An-Xa au Tonkin.
- Marie-Dominique Brun Barbantini († 1868), bienheureuse religieuse italienne fondatrice de la Congrégation des Sœurs ministres des malades de Saint-Camille.
- Matthieu d'Arima († 1620), bienheureux laïc catéchiste japonais martyr.
- Michel Ho Dinh Hy († 1857), laïc vietnamien martyr.
- Pierre de l'Assomption et Jean-Baptiste Machado († 1617), bienheureux, prêtres et martyrs au Japon.
- Rita de Cascia ou « Marguerite » († 1457), veuve italienne devenue religieuse.

#### Saint orthodoxe
- Paul du Péloponèse († 1818), néomartyr orthodoxe[14] aux dates éventuellement "juliennes" / orientales.

### Prénoms du jour
Bonne fête aux Émile et ses variantes masculines : Emil, Emilio, Emiliano, Paul-Émile, Pierre-Émile ; voir les 19 septembre pour les Émilie et autres variantes féminines (mais dictons ci-après).
Et aussi aux :
- Quitterie et ses variantes : Quiterie, Quitère, etc.
- Aux Rita et ses variantes Rite voire d'autres.

## Traditions et superstitions

### Dictons
- « À la sainte-Julie, le soleil ne quitte pas son lit. »[16]
- « À sainte-Émilie, luzerne à pleine faucille. »[17]
- « À sainte-Émilienne, oseille en quenne. »[17],[18]
- « Beau temps de saint-Émile donne du fruit à la folie. »[17]
- « Si elle gèle, sainte-Quitère emporte tout, dans sa devantière. »[19]

### Astrologie
- Signe du zodiaque : 1er jour du signe astrologique des Gémeaux.
- Dernier jour de celui du taureau, les années bissextiles.

## Toponymie
Les noms de plusieurs voies, places, sites ou édifices de pays ou provinces francophones contiennent cette date sous différentes graphies : voir Vingt-Deux-Mai .